# Komi (popolo)
I Komi (in italiano chiamati Sirieni almeno fino al 1945 e successivamente anche Komi-Ziriani) sono un gruppo etnico della Russia, composto da circa 400.000 individui stanziati nella Repubblica dei Komi, nell'oblast' di Murmansk, e nei distretti autonomi di Chantia-Mansia e di Jamalia. Le comunità stanziate più a nord fanno parte di un sottogruppo denominato "Komi-Ižemci" (dal nome del fiume Ižma, detti anche "Iz'vatac"). Quest'ultimo gruppo si distingue dall'etnia principale per un tipo di sussistenza più tradizionale che include anche l'allevamento di renne.

## Komi-Permiacchi
I Komi-Permiacchi (in italiano chiamati Permiechi o Permiachi almeno fino al 1945) vivono invece nel territorio di Perm' (sottogruppo dei Komi-Jazva) e nell'oblast' di Kirov (sottogruppo dei Komi del Kama) in Russia.
Sia la lingua komi che la lingua permiaca sono scritte con l'alfabeto russo, con due lettere extra aggiunte: Іі e Ӧӧ. Fino al XVII secolo è stato usato l'abur, un vecchio alfabeto permieco, introdotto da Santo Stefano di Perm' nel XIV secolo. In passato è esistito uno stato medievale conosciuto come "Grande Permia".